# Meru Puri
Pour les articles homonymes, voir Puri (homonymie).
Meru Puri (めるぷり メルヘン☆プリンス, Meru Puri: Meruhen Purinsu) est un shōjo manga japonais de Matsuri Hino. Il comporte 4 volumes.

## Synopsis
Il était une fois un royaume magique, une princesse, un sorcier fou, un prince charmant, etc. Une nuit, le petit Alam est victime d'un enchantement lancé par son frère Jeile. Alam est forcé pour s'échapper, de traverser un portail magique.
Dans un autre monde, une étudiante du nom d'Airi espère comme toutes les filles de son âge rencontrer le grand amour. Son arrière-grand-mère lui a laissé un miroir qu'elle garde toujours avec elle. Un jour en courant vers l'école, le miroir glisse de sa poche sans qu'elle s'en aperçoive. Le miroir est en réalité le portail traversé par Alam. Airi décide de veiller sur Alam, ce petit garçon égaré qui n'est autre que le prince du royaume magique d'Aster. Mais à la suite du sort de Jeile, Alam vieillit chaque fois qu'il se retrouve dans l'obscurité.
Mais finalement sans le vouloir Airi tombe amoureuse de Alam qui lui dit que c'est sa « favorite ».

## Personnages
- Airi Hoshina : Airi est étudiante, et, comme toutes les filles de son âge, elle espère rencontrer le prince charmant. Elle ignore que son rêve est sur le point de se réaliser. En fait, sa grand-mère lui a laissé un miroir qu'elle garde toujours avec elle, et d'où, un jour, va jaillir un étrange petit bonhomme s'appelant Alam. C'est en réalité le prince du royaume enchanté d'Aster. Elle aime beaucoup la série télévisée « le petit mariage dans la prairie » qui est sa « bible de l'amour ». Son arrière arrière-grand-mère était la princesse Crysnelle Latoleya surnommée la princesse traîtresse, qui a abandonné son trône à Aster pour aller rejoindre l'homme qu'elle aimait dans notre monde.
- Alam : On connaît peu de chose sur ce mystérieux petit garçon, à part le fait qu'il est prince du royaume d'Aster et que son frère aîné lui a jeté un sort qui le fait grandir à chaque fois qu'il se trouve dans l'obscurité. Il est accueilli par Airi, qui le traite sans cesse de choupinet lorsqu'il est petit, chose qui le fait parfois enrager. Mais lorsqu'il est grand, il ne laisse pas Airi indifférente. Il aime les omerices (Omelette au riz) et les pika rangers et est tombé amoureux d'Airi.
- Jeile : Frère aîné de Alam. Complètement idiot, vaniteux et têtu, Jeile a lancé un mauvais sort sur Alam. C'est un coureur de jupons(preuve il a eu 25 premières épouses).Il donne des noms de fleurs à chaque jeune fille à qui il fait la cour. Il est toujours accompagné de Malulu, une fée. Il a eu un coup de foudre irréciproque pour Airi qu'il a surnommée Reine des Lys.
- Lei : c'est en quelque sorte le « gardien » d'Alam. Il veille sur lui. Il a une sœur jumelle nommée Nei.
- Nakaōji : un garçon de la classe d'Airi ; il fait partie comme elle du comité des élèves. C'est l'idéal masculin de celle-ci. Il est amoureux d'Airi. Il est aussi le descendant d'un grand sorcier faisant partie du monde d'Alam qui aidait les sorciers, voulant s'échapper, à rejoindre le monde des humains (dont l'arrière-grand-mère d'Airi).

## Publication

### Japon
Publié par l’éditeur Hakusensha.
- volume 1  (ISBN 4-592-17088-1)
- volume 2  (ISBN 4-592-17085-7)
- volume 3  (ISBN 4-592-17086-5)
- volume 4  (ISBN 4-592-17087-3)

### France
Publication aux éditions Panini Comics.
- volume 1  (ISBN 2-84538-575-7)
- volume 2  (ISBN 2-84538-576-5)
- volume 3  (ISBN 2-84538-644-3)
- volume 4  (ISBN 2-84538-691-5)

## Source
- Collectif d'auteurs, Le guide Phénix du Manga, Asuka Éditions, 2005  (ISBN 2-84965-138-9)